# 진디혹파리
진디혹파리(학명: Aphidoletes aphidimyza 아피돌레테스 아피디미자[*])는 애벌레 시기에 복숭아혹진딧물 등의 80 종 이상의 진딧물을 잡아먹는 파리의 일종이다.

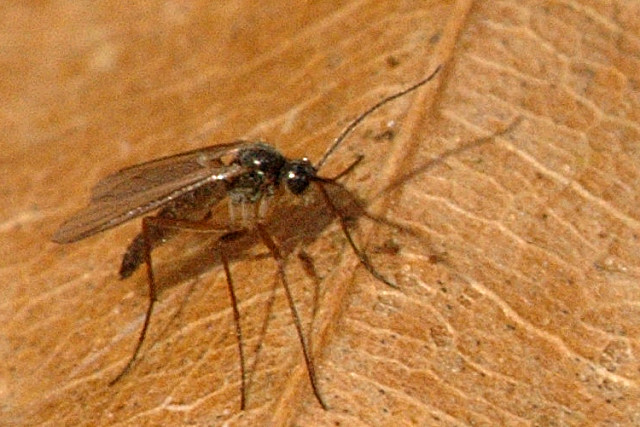
진디혹파리

## 특징
성충은 몸길이가 3.2mm 정도로 작으며, 몸은 검고 연약하다,(진딧물의 감로를 먹으며 수명이 평균 10일인 균식성 파리들과 유사하다.) 해가 떠 있을 동안에는 잎 뒷면에 숨어있으며, 밤이 되면 활동한다.

## 생활환
암컷은 2~3일 동안 진딧물 무리 사이에 0.40mm 크기의 조그맣고 광택이 나는 주항색의 알을 하나 씩 또는 작은 덩이 씩 총 100~250개를 산란한다. 3~7일 후 구더기는 지상으로 떨어져 1.9~3.8cm 크기의 굴을 파고 안에서 번데기가 된다. 20~27°C 사이의 온도와 높은 상대습도가 가장 최적이다.

## 습성
작고 옅은 주황색의 민달팽이 모습을 한 구더기는  진딧물의 다리 관절부에 독을 주입해 마비시키고 진딧물의 가슴에 구멍을 뚫어 그 안의 내용물을 빨아먹는다. 구더기는 자신의 몸집보다 더 큰 진딧물도 잡아먹을 수 있으며 진딧물의 개체 밀집도가 높을 때에 자신이 먹는 양보다 더 많은 수를 죽일 수 있다. 애벌레는 최대 0.32cm까지 자라며 하루에 4~65마리의 진딧물을 죽인다.

## 생물적 방제로의 이용
진디혹파리는 온실 작물의 생물적 방제로 사용하기 위해 곤충 사육장에서 상업용으로 사육된다. 번데기 단계를 마치기 위해 질석 또는 토탄과 같은 습한 기질이 함유된 트레이나 병 속에 번데기를 넣는다. 일단 온실에 배치되면 보통 성충이 되어 출하 용기에서 빠져나와 온도에 따라 3~7일 후에 알을 낳기 시작한다.